# Supercoppa italiana 2021 (pallacanestro in carrozzina)
La Supercoppa italiana 2021 è la 20ª Supercoppa italiana di pallacanestro in carrozzina.
La partita è stata disputata il 21 novembre 2021 presso il Palameda di Meda tra la Briantea 84 Cantù, campione d'Italia 2020-21 e il Santo Stefano Sport, vincitrice della Coppa Italia 2021. 

## Finale
| Arbitri: | Rambelli Palazzo Guerrini |

| |            | |
| Carossino 18 | Punti      | 16 Cini |
| Carossino 8 | Assist     | 3 Bedzeti |
| Geninazzi 10 | Rimbalzi   | 15 Ghione |
| 4 Papi• 5 Geninazzi• 10 Santorelli• 13 Saaid• 22 Carossino 1 Sagar• 15 Bassoli• 26 De Maggi• 33 De Prisco• 55 Carrigill• 77 Buksa | Formazioni | 7 Ghione• 8 Tanghe• 12 Veloce• 14 Miceli• 29 Bedzeti 1 Chatzidakīs• 6 Schiera• 9 Griffith-Salter• 16 Giaretti• 30 Cini |
| Daniele Riva | Allenatori | Roberto Ceriscioli |